# Liste der Kulturdenkmäler in Kirchberg (Hunsrück)
In der Liste der Kulturdenkmäler in Kirchberg (Hunsrück) sind alle Kulturdenkmäler der rheinland-pfälzischen Stadt Kirchberg (Hunsrück) einschließlich des Stadtteils Denzen aufgeführt. Grundlage ist die Denkmalliste des Landes Rheinland-Pfalz (Stand: 27. Oktober 2023).

## Denkmalzonen
| Bezeichnung                       | Lage                                                                         | Baujahr                 | Beschreibung                                                                                                   | Bild                           |
| --------------------------------- | ---------------------------------------------------------------------------- | ----------------------- | --- | ------------------------------ |
| Denkmalzone Kirchplatz Kirchberg  | Kirchberg, Kirchplatz 1–12, Marktplatz 9–11, 20, 24–36 (gerade Nummern) Lage | ab dem 13. Jahrhundert  | baumbestandener Platz um die katholische Pfarrkirche mit Pfarrhaus und ehemaligem Friedhofskreuz               | weitere Bilder Fotos hochladen |
| Denkmalzone Marktplatz Kirchberg  | Kirchberg, Marktplatz 1, 3–11, Hauptstraße 15–25 (ungerade Nummern), 18 Lage | 17. bis 19. Jahrhundert | um den nahezu rechteckigen Marktplatz gruppierte, durchweg zweigeschossige Häuser des 17. bis 19. Jahrhunderts | weitere Bilder Fotos hochladen |
| Denkmalzone Jüdischer Friedhof    | Kirchberg, Metzenhausener Straße Lage                                        | vor 1850                | vor 1850 eröffnet, 67 Grabsteine von 1865 bis 1937                                                             | weitere Bilder Fotos hochladen |
| Denkmalzone Hügelgräber Kirchberg | Kirchberg, nördlich der Stadt Lage                                           |                         | vier vorgeschichtliche Grabhügel                                                                               | BW                             |

## Einzeldenkmäler
| Bezeichnung                         | Lage                                         | Baujahr                                      | Beschreibung | Bild                           |
| ----------------------------------- | -------------------------------------------- | -------------------------------------------- | --- | ------------------------------ |
| Altes Zollhaus                      | Kirchberg, Eifelgasse ohne Nummer Lage       | 18. Jahrhundert                              | Altes Zollhaus der Badischen Truchsesserei; Walmdachbau, 18. Jahrhundert | weitere Bilder Fotos hochladen |
| Wohnhaus                            | Kirchberg, Eifelgasse 1 Lage                 | 18. Jahrhundert                              | Fachwerkhaus, teilweise massiv, Mansarddach, 18. Jahrhundert, Fachwerkscheune, 19. Jahrhundert | weitere Bilder Fotos hochladen |
| Wasserturm                          | Kirchberg, Graf-Simon-Straße 31 Lage         | 1899/1900                                    | Wasserturm, 36 m Höhe, 1899/1900, stadtbildprägend | weitere Bilder Fotos hochladen |
| Skulptur                            | Kirchberg, Hauptstraße, zu Nr. 19 Lage       | Mitte des 19. Jahrhunderts                   | unter der Arkade: Hl. Nepomuk, Mitte des 19. Jahrhunderts | Fotos hochladen                |
| Postamt                             | Kirchberg, Hauptstraße 39 Lage               | Mitte des 19. Jahrhunderts                   | historistische Putzfassade, Mitte des 19. Jahrhunderts | weitere Bilder Fotos hochladen |
| Treppenturm                         | Kirchberg, Hauptstraße, an Nr. 75 Lage       | 1578                                         | Treppenturm, bezeichnet 1578 | Fotos hochladen                |
| Friedhofskreuz                      | Kirchberg, Kirchplatz Lage                   | 174[x]                                       | ehemaliges Friedhofskreuz, ursprünglich bezeichnet 174[x], 1919 zerstört und erneuert | weitere Bilder Fotos hochladen |
| Katholisches Pfarrhaus              | Kirchberg, Kirchplatz 2 Lage                 | 1765                                         | ehemaliges Piaristenkloster; siebenachsiger barocker Mansardwalmdachbau, bezeichnet 1765; im Pfarrgarten Brunnen | weitere Bilder Fotos hochladen |
| Wohnhaus                            | Kirchberg, Kirchplatz 3 Lage                 | 1754                                         | ehemaliges Küsterhaus; Fachwerkhaus, teilweise massiv und verschiefert, abgewalmtes Mansarddach, bezeichnet 1754 | Fotos hochladen                |
| Wohnhaus                            | Kirchberg, Kirchplatz 5 Lage                 | um 1800                                      | abgewalmter Mansarddachbau, Fachwerk verputzt, um 1800 | Fotos hochladen                |
| Wohnhaus                            | Kirchberg, Kirchplatz 9 Lage                 | 18. Jahrhundert                              | Fachwerkhaus, teilweise massiv und verschiefert, abgewalmtes Mansarddach, 18. Jahrhundert | Fotos hochladen                |
| Katholische Pfarrkirche St. Michael | Kirchberg, Kirchplatz 12 Lage                | 13. Jahrhundert                              | spätgotische Hallenkirche, um 1490, Westturm aus dem 13. Jahrhundert, Obergeschosse um 1500, Schweifhaube um 1700 | weitere Bilder Fotos hochladen |
| Schwanenapotheke                    | Kirchberg, Marktplatz 4 Lage                 | Mitte bis zweite Hälfte des 17. Jahrhunderts | Fachwerkhaus, teilweise massiv, Mitte bis zweite Hälfte des 17. Jahrhunderts | Fotos hochladen                |
| Rathaus                             | Kirchberg, Marktplatz 5/6 Lage               | frühes 17. Jahrhundert                       | Nr. 5 Rathaus, Fachwerkbau, teilweise massiv, abgewalmtes Mansarddach, frühes 17. Jahrhundert, Umbau 1746; Nr. 6 ehemaliges Haus der Weber, Fachwerkbau, teilweise massiv, Fachwerkerker bezeichnet 1698, Haus wohl aus der ersten Hälfte des 17. Jahrhunderts | weitere Bilder Fotos hochladen |
| Wohnhaus                            | Kirchberg, Marktplatz 7 Lage                 | um 1700                                      | Fachwerkhaus, teilweise massiv, verputzt, um 1700, Mansarddach gegen 1800 | Fotos hochladen                |
| Wohnhaus                            | Kirchberg, Marktplatz 9 Lage                 | 19. Jahrhundert                              | Fachwerkhaus, teilweise verschiefert, 19. Jahrhundert | Fotos hochladen                |
| Wohnhaus                            | Kirchberg, Marktplatz 11 Lage                | zweite Hälfte des 17. Jahrhunderts           | Fachwerkhaus, teilweise massiv, zweite Hälfte des 17. Jahrhunderts | Fotos hochladen                |
| Hofanlage                           | Kirchberg, Oberstraße 1 Lage                 | um 1800                                      | Hofanlage, um 1800; Fachwerk-Wohnhaus mit Mansarddach in spätbarocker Tradition; Fachwerk-Scheune; bauliche Gesamtanlage | BW                             |
| Heimatmuseum                        | Kirchberg, Schülergasse 1 Lage               | 18. oder 19. Jahrhundert                     | spitz zulaufendes Fachwerkhaus, wohl aus dem 18. oder 19. Jahrhundert | Fotos hochladen                |
| Gartenhäuschen                      | Kirchberg, Simmerner Straße, bei Nr. 25 Lage | 18. Jahrhundert                              | polygonaler, barocker Putzbau, 18. Jahrhundert | weitere Bilder Fotos hochladen |
| Katholische Kirche St. Nikolaus     | Denzen, Dumnissusstraße Lage                 | 13. Jahrhundert                              | romanischer Chorturm, 13. Jahrhundert, Saalbau, 1966, Architekt O. Vogel | Fotos hochladen                |
| Taufbecken                          | Denzen, Oststraße, bei Nr. 24 Lage           | 17. Jahrhundert                              | barockes Taufbecken, 17. Jahrhundert | BW                             |